# Древљани
Древљани (рус. Древляне [], укр.  []) су били племе старих Словена, које је у периоду између 6. и 10. века насељавало подручје јужно од реке Припјат где су им северни суседи били Дреговичи. Западно од реке Дњепар око доњег тока река Тетерив, Уж, Уборт и Ствига (западно од Кијева), где су им источни суседи били Пољани. На западу древљанска територија је допирала до река Случ и Горин, где су се граничили са Волињанима (Волинија око реке Западни Буг) и Бужанима (око реке Јужни Буг). 

## Етноним
Њихово име потиче од словенске речи древо или дерево, што значи „дрво” и „шума” (дрвље), тако су названи зато што су живели у шумама. Њихово име се може превести као „становници шуме”. Хроничар Нестор (1056—1114) је забележио да су Словени који су се населили на отвореном пољу названи Пољани, а Словени који су населили шумско подручје Древљани.

## Археолошки остаци
Древљани су оставили много археолошких трагова иза себе, као што су: села у којима се могу наћи остаци земуница, громиле и утврђени градови као што су: Вручиј (данашњи Овруч), Городск, налазиште древног насеља у близини града Малина (могуће место где је живео древљански кнез Мал). Главни град Древљана био је град Искорстен (данашњи Коростењ). Након што је Кијевска Русија покорила Древљане, Искорстен је спаљен до темеља, након чега је престоница премештена у Овруч. До краја 10. века Древљани су већ имали развијену земљорадњу и занатство.

## Историја
Првобитно Древљани су пружали јак отпор Кијевској Русији. Према Повести минулих лета, у време Кија, Шчека и Хорива („оснивача Кијева”) Древљани су имали своје кнежеве и често су били у рату са Пољанима. Кнез Олег од Новгорода је 883. присилио Древљане да плаћају данак Кијеву. Древљани су учествовали 907. у руско-византијском рату. 
Након Олегове смрти Древљани су престали да плаћају данак. Варјашки војвода Свенелед принудио их је да га плаћају њему. Олегов наследник кнез Игор Кијевски покушао је да наметне плаћање данка Свенеледу, међутим Древљани су 945. подигли устанак и убили кнеза Игора. Игорова удовица Олга Кијевска осветила је мужеву смрт на веома окрутан начин, убила је древљанске амбасадоре и племиће, спалила је престоницу Искорстен до темеља и уништила је остале градове. Након што је покорила Древљане, Олга је претворила њихову земљу у кијевску апанажу (земља коју је наслеђивао млађи син кијевског кнеза) са престоницом у Вручију.
Древљани су последњи пут поменути у хроници из 1336., када је велики кнез Јарополк Владимирович поклонио њихову земљу кијевској Цркви Успења Пресвете Богородице.